# Isostola albiplaga
Isostola albiplaga är en fjärilsart som beskrevs av Erich Martin Hering 1925. Isostola albiplaga ingår i släktet Isostola och familjen björnspinnare. Inga underarter finns listade i Catalogue of Life.